# 赫尼利葉拉涅茨河

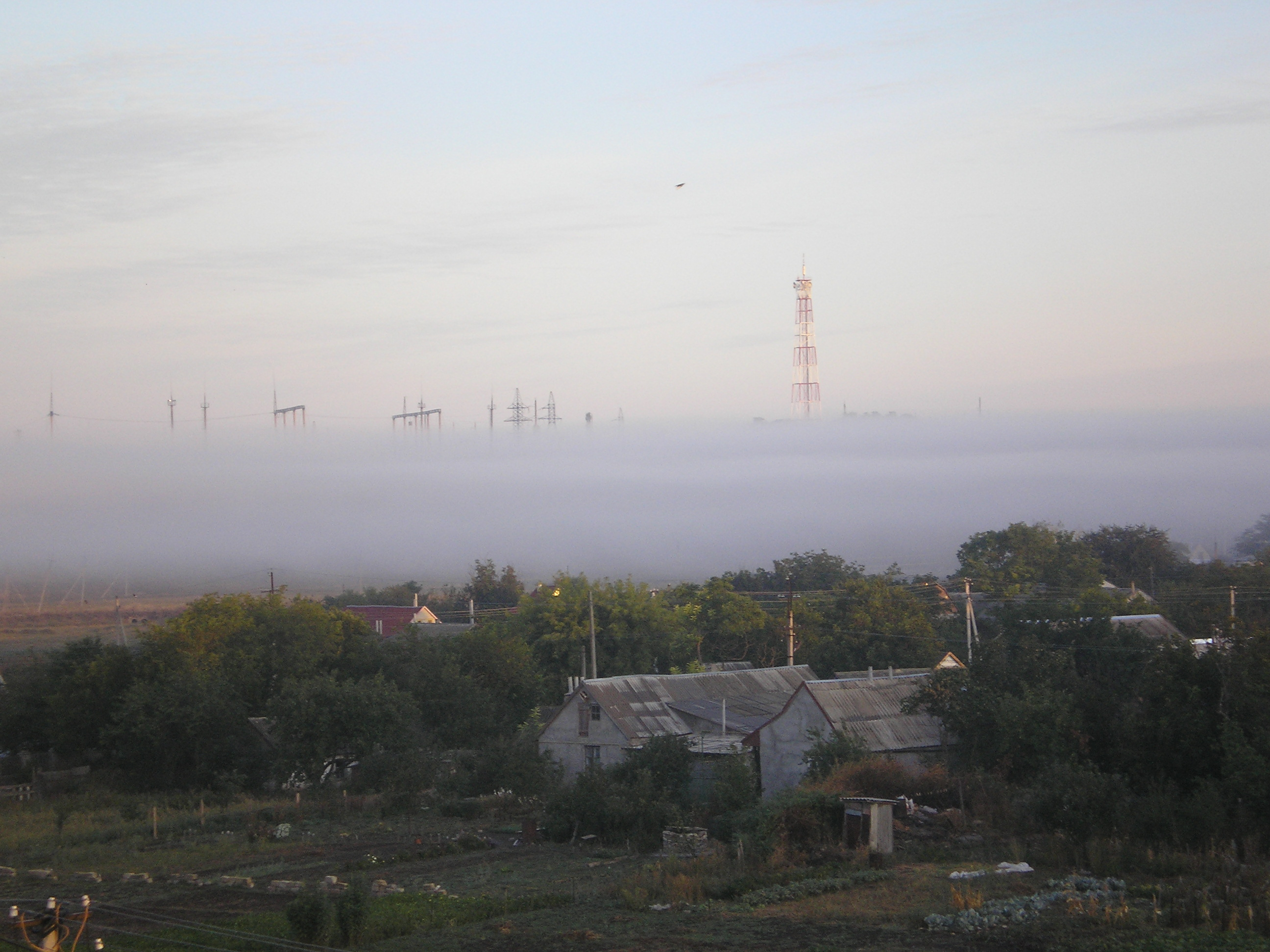
河上浓雾

赫尼利葉拉涅茨河（烏克蘭語：Гнилий Єланець），是烏克蘭的河流，位於該國中部，屬於南布格河的左支流，發源自瓦爾拉米夫卡，流經基洛夫格勒州和尼古拉耶夫州，河道全長103公里，流域面積1,235平方公里。